# 木蘚
木蘚（学名：Thamnobryum alopecurum）为平蘚科木蘚屬下的一个种。

## 扩展阅读
- 維基物種上的相關：木蘚